# Magali Mosnier
Magali Mosnier (* 1976 in Montluçon) ist eine französische Flötistin.

## Leben
Magali Mosnier begann ihre musikalische Ausbildung im Alter von 7 Jahren mit dem Erlernen der Oboe, wendete sich aber alsbald der Flöte zu. Später studierte sie am Conservatoire National de Région de Lyon in der Klasse von José-Daniel Castellon und am Conservatoire National Supérieur de Paris bei Pierre-Yves Artaud und Georges Alirol. 
Sie startete ihre Karriere als Soloflötistin 1996 bei dem Orchestre Symphonique des Jeunes en Ile des France und anschließend bei der Philharmonie de Chambre de Paris. Seit 2003 ist sie in dieser Position bei dem Orchestre Philharmonique de Radio France engagiert.
Im Jahr 2004 war sie Preisträgerin (1. Preis) des Internationalen Musikwettbewerbs der ARD im Fach Flöte und erhielt darüber hinaus dort auch einen Publikumspreis. Magali Mosnier tritt seitdem immer wieder als Solistin gemeinsam mit verschiedenen Orchestern (u. a. Konzerthausorchester Berlin, Deutsche Radio Philharmonie, Stuttgarter Philharmoniker  und I Musici di Roma) auf vielen internationalen Bühnen und Festspielen auf.  Darunter finden sich  die Kölner Philharmonie, der Wiener Musikverein, das Festspielhaus Baden-Baden, die Salzburger Festspiele und das Mostly Mozart Festival im Lincoln Center von New York.
Mediale Beachtung fand Magali Mosnier auch, als sie 2010 für den bekannten Flötisten James Galway, der kurzfristig wegen eines Unfalls verhindert war, bei einem Konzert mit Éric Le Sage in der Hamburger Musikhalle einsprang.

## Auszeichnungen
- 2006: ECHO Klassik in der Kategorie Nachwuchskünstler/–Künstlerin des Jahres (Flöte)[6]

## Diskografie
- 2006: Fantaisie – Flötenkonzerte, Münchner Rundfunkorchester, Dirigent: Marco Armiliato (Sony)
- 2009: Bach – Flötenkonzerte, Stuttgarter Kammerorchester, Dirigent: Michael Hofstetter (Sony)
- 2015: Mozart – Flötenkonzerte, Münchener Kammerorchester, Konzertmeister: Daniel Giglberger (Sony)